# The Big Mouth
The Big Mouth (br.: O Fofoqueiro / pt.: O Charlatão), é um filme de comédia estadunidense de 1967, escrito, produzido, dirigido e protagonizado por Jerry Lewis para a Columbia Pictures.

## Sinopse
O bancário Gerald Clamson está de férias no sul da Califórnia e vai a praia pescar, seu esporte favorito. Um dia, para seu azar, sua linha engancha em um homem vestido de mergulhador bastante ferido. Logo a seguir, após dar algumas instruções a George, chegam outros mergulhadores atirando nele e o bancário foge. Quando os atiradores tiram a máscara do mergulhador caído para se certificarem de que está morto, revela-se que o rosto dele, um bandido chamado Sid Valentine, é idêntico ao de Gerald. Mas nem os bandidos nem Gerald sabem disso nesse momento.
A partir dali, Gerald se vê em uma confusão enorme quando não consegue contar a ninguém sobre o assassinato na praia enquanto vai ao hotel indicado por Sid, em Mission Bay, para tentar encontrar os diamantes que o bandido contrabandeava. Ele se disfarça de um homem rico e atrapalhado para se hospedar ali pois o irado recepcionista proibira sua presença depois que tivera o pé quebrado num acidente provocado por Gerald. Os assassinos de Sid vão até o hotel para tentar encontrar os diamantes ao mesmo tempo que outra quadrilha com quem o bandido negociara também aparece. E todos perseguem e ameaçam Gerald.

## Elenco
- Jerry Lewis...Gerald Clamson/ Syd Valentine
- Harold Stone...Thor
- Susan Bay...Suzie Cartwright
- Buddy Lester...Studs
- Del Moore...Sr. Hodges
- Paul Lambert...Moxie
- Jeannine Riley...Bambi Berman
- Leonard Stone...Fong
- Charlie Callas...Rex
- Frank De Vol...Bogart
- Vern Rowe...Gunner
- David Lipp...Lizard
- George Takei...empregado de Fong
- Coronel Harland Sanders...aparição como ele mesmo

## Ficha técnica
- Estúdio: Columbia Pictures/ Jerry Lewis Productions
- Distribuição: Columbia Pictures
- Direção: Jerry Lewis
- Roteiro: Jerry Lewis e Bill Richmond
- Produção: Jerry Lewis
- Música: Harry Betts
- Fotografia: W. Wallace Kelley
- Direção de Arte: Lyle Wheeler e Frank Tuttle
- Figurino: Moss Mabry e Guy Verhille
- Edição: Russel Wiles

## Curiosidades
- As filmagens foram do dia 5 de Dezembro de 1966 até 28 de Fevereiro de 1967.
- Marca a estreia de Rob Reiner no cinema.
- No Brasil, o filme já foi exibido de madrugada na "Sessão Coruja", na TV Globo.